# Ostalbkreis
Ostalbkreis är ett distrikt (Landkreis) i östra delen av det tyska förbundslandet Baden-Württemberg. Namnet syftar på distriktets läge i bergsområdet Schwäbische Alb.
1. ↑  härlett från: Statistisches Landesamt Baden-Württemberg.[källa från Wikidata]